# Rumphi (dystrykt)
Rumphi – jeden z 28 dystryktów Malawi, w Regionie Północnym. Według danych z 2018 roku populacja wynosiła 229 161 osób.

## Sąsiednie dystrykty
- Chitipa – północny zachód
- Karonga – północny wschód
- Mzimba – południowy zachód
- Nkhata Bay – południowy wschód